# Saint-Pierre-de-Chérennes
Saint-Pierre-de-Chérennes är en kommun i departementet Isère i regionen Auvergne-Rhône-Alpes i sydöstra Frankrike. Kommunen ligger i kantonen Pont-en-Royans som tillhör arrondissementet Grenoble. År 2022 hade Saint-Pierre-de-Chérennes 467 invånare.

## Befolkningsutveckling
Antalet invånare i kommunen Saint-Pierre-de-Chérennes
Referens:INSEE